# Aventure Électronique
 (février 2018).
Si vous disposez d'ouvrages ou d'articles de référence ou si vous connaissez des sites web de qualité traitant du thème abordé ici, merci de compléter l'article en donnant les références utiles à sa vérifiabilité et en les liant à la section « Notes et références ».
Ne doit pas être confondu avec Aventures électroniques.
Aventure Électronique (Adventure Electronics Inc. en anglais) était une chaîne de magasins spécialisés en électronique et en audio/vidéo canadienne dont le siège social québécois est situé à Anjou.
Fondée en 1989 par Robert Fragman, elle déclare faillite le 16 novembre 1998. La fermeture des 143 magasins Aventure électronique entraîne la disparition de 1 271 emplois répartis dans 85 magasins au Québec et 58 en Ontario. Dans un communiqué, les dirigeants de cette chaîne de distribution de produits électroniques soulignent que leur décision a été rendue inévitable à la suite de la perte du soutien financier de leurs principaux créanciers. La Banque de Nouvelle-Écosse, de loin le principal créancier garanti avec une créance de près de 36 millions de dollars, avait émis un avis de défaut il y a une semaine et demie. Aventure électronique n'ayant pu trouver les fonds nécessaires au rétablissement de sa situation, la chaîne, qui était engagée dans un plan de redressement depuis le début de 1998, a dû se résigner à fermer ses 143 magasins.